# انكماش تشويهي
في الطوبولوجيا، وهو أحد فروع الرياضيات، فإن الانكماش، كما يشير الاسم، «يؤدي إلى تقليص» فضاء كامل وتحويله إلى فضاء ثانوي. والانكماش التشويهي عبارة عن دالة رياضية تسجل فكرة الانكماش المستمر لفضاء إلى أن يصبح فضاءً ثانويًا.

## التعريفات

### الانكماش
لنفترض أن X هي فضاء طوبولوجي وA هي فضاء فرعي من X. وبالتالي تكون الدالة الرياضية المستمرة
{\displaystyle r:X\to A}
عبارة عن انكماش إذا كانت قيود r لـ A هي دالة رياضية محايدة في A، أي أن r(a) = a لكل a في A. وفي المقابل، ومن خلال
{\displaystyle \iota :A\hookrightarrow X}
التضمين، يكون الانكماش عبارة عن دالة رياضية مستمرة r وبالتالي يكون
{\displaystyle r\circ \iota =id_{A},}
وهذا يعني أن تكوين r مع التضمين يشير إلى هوية A. لاحظ أن الانكماش يؤدي إلى تعيين X على A، بحسب التعريف. ويطلق على الفضاء الثانويA اسم انكماش لـ X في حالة تواجد مثل هذا الانكماش. على سبيل المثال، يمكن أن ينكمش أي فضاء إلى نقطة في المسار الواضح (يمكن أن ينتج الثابت انكماشًا). إذا كان X عبارة عن فضاء هاوسدورف، فإن A يجب أن تكون مغلقة.
إذا كان {\displaystyle r:X\to A} عبارة عن انكماش، فإن تكوين {\displaystyle \iota \circ r} يكون عبارة عن دالة تماثل رياضية مستمرة من X إلى X. وعلى العكس، ومع الوضع في الاعتبار أي دالة تماثل رياضية مستمرة، {\displaystyle s:X\to X}، فإننا نحصل على انكماش في صورة s من خلال تقييد المجال المقابل.
يعرف الفضاء X على أنه انكماش مطلق إذا كان لكل فضاء عادي Y يحتوي على X كفضاء ثانوي مغلق، يكون X انكماشًا لـ Y. ويكون مكعب الوحدة In بالإضافة إلى مكعب هيلبرت Iω عبارة عن انكماشات مطلقة.

### الانكماش المجاور
في حالة تواجد مجموعة مفتوحة U بحيث يكون
{\displaystyle A\subset U\subset X}
وكانت A عبارة عن انكماش لـ U، فإن A يطلق عليها اسم انكماش مجاور لـ X.
ويكون الفضاء X عبارة عن انكماش مجاور مطلق (أو ANR) إذا كان لكل فضاء عادي طبيعي Y يتضمن X كمجموعة فرعية مغلقة، تكون X عبارة عن انكماش مجاور لـ Y. وتكون دائرة n Sn عبارة عن انكماش مجاور مطلق.

### الانكماش التشويهي والانكماش التشويهي القوي
الدالة الرياضية المستمرة
{\displaystyle F:X\times [0,1]\to X\,}
عبارة عن انكماش تشويهي للفضاء X لتكوين فضاء ثانوي A إذا كان، لكل x في X وa في A،
{\displaystyle F(x,0)=x,\;F(x,1)\in A,\quad {\mbox{and}}\quad F(a,1)=a.}
وبمعنى آخر، فإن الانكماش التشويهي عبارة عن تطابق بين الانكماش والدالة الرياضية للهوية في X. ويطلق على الفضاء الفرعي A اسم الانكماش التشويهي لـ X. ويعد الانكماش التشويهي عبارة عن حالة من حالات تكافؤ التطابق.
ويجب ألا يكون الانكماش عبارة عن انكماش تشويهي. على سبيل المثال، يمكن أن يشير تواجد نقطة واحدة عبارة عن انكماش تشويهي إلى أن الفضاء متصل من ناحية المسار (في الواقع، يمكن أن يشير ذلك إلى إمكانية انكماش الفضاء).
ملاحظة: يكون التعريف المكافئ لانكماش التشويه كما يلي. الدالة الرياضية المستمرة r: X → A تكون عبارة عن انكماش تشويهي إذا كانت عبارة عن انكماش وكان تكوينها مع التضمين متطابقًا مع الدالة الرياضية للهوية في X. وفي هذه المعادلة، يحمل الانكماش التشويهي معه تطابقًا بين الدالة الرياضية للهوية في X وبين ذاتها.
إذا قمنا، في تعريف انكماش تشويهي، بإضافة مطلب كالتالي
{\displaystyle F(a,t)=a\,}
لكل t في [0، 1]، يطلق على F اسم الانكماش التشويهي القوي. وبمعنى آخر، يترك الانكماش التشويهي القوي النقاط في A ثابتة في حالة التطابق ككل. (بعض الكتاب، مثل آلين هاتشر، يعتبر ذلك تعريفًا للانكماش التشويهي).
وكمثال على ذلك، فإن الكرة ذات البعدالنوني Sn عبارة عن انكماش تشويهي قوي لـ Rn+1\{0}; وكانكماش تشويهي قوي، يمكن اختيار الدالة الرياضية 
{\displaystyle F(x,t)=\left((1-t)+{t \over \|x\|}\right)x.}

### انكماش التشويه المجاور
الفضاء الثانوي A عبارة عن انكماش تشويهي مجاور لـ X في حالة تواجد دالة رياضية مستمرة {\displaystyle u:X\rightarrow I} (حيث {\displaystyle I=[0,1]}) وبالتالي يكون {\displaystyle A=u^{-1}(0)} والتطابق
{\displaystyle H:X\times I\rightarrow X} وبالتالي {\displaystyle H(x,0)=x} لكل {\displaystyle x\in X}, {\displaystyle H(a,t)=a} لكل
{\displaystyle (a,t)\in A\times I}،و{\displaystyle h(x,1)\in A} لكل {\displaystyle x\in u^{-1}[0,1)}.

## الخصائص
يعد الانكماش التشويهي عبارة عن حالة خاصة من حالات تكافؤ التطابق. وفي واقع الأمر، يكون الفضاءان متكافئين من ناحية التطابق في حالة، وفقط في حالة، أن يكون كلا الفضاءين عبارة عن انكماشين تشويهيين لنفس الفضاء الأكبر.
وأي فضاء طوبولوجي ينكمش فيه التشويه إلى نقطة يكون قابلاً للانكماش والعكس صحيح. ومع ذلك، توجد فضاءات قابلة للانكماش لا تحقق الانكماش التشويهي القوي لنقطة ما.